# Kapillare (Anatomie)

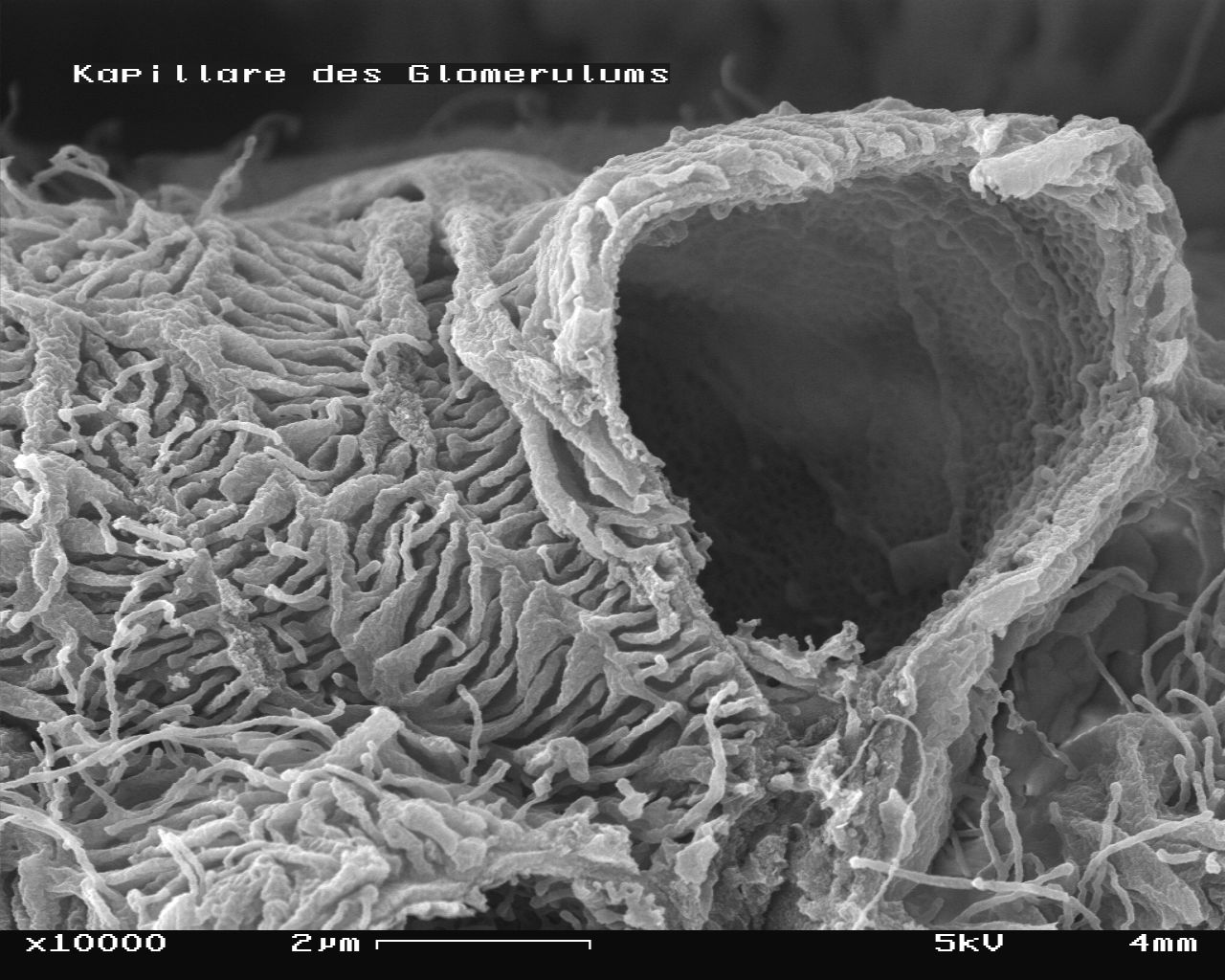
REM-Bild eines Glomerulus mit gebrochener Blutkapillare

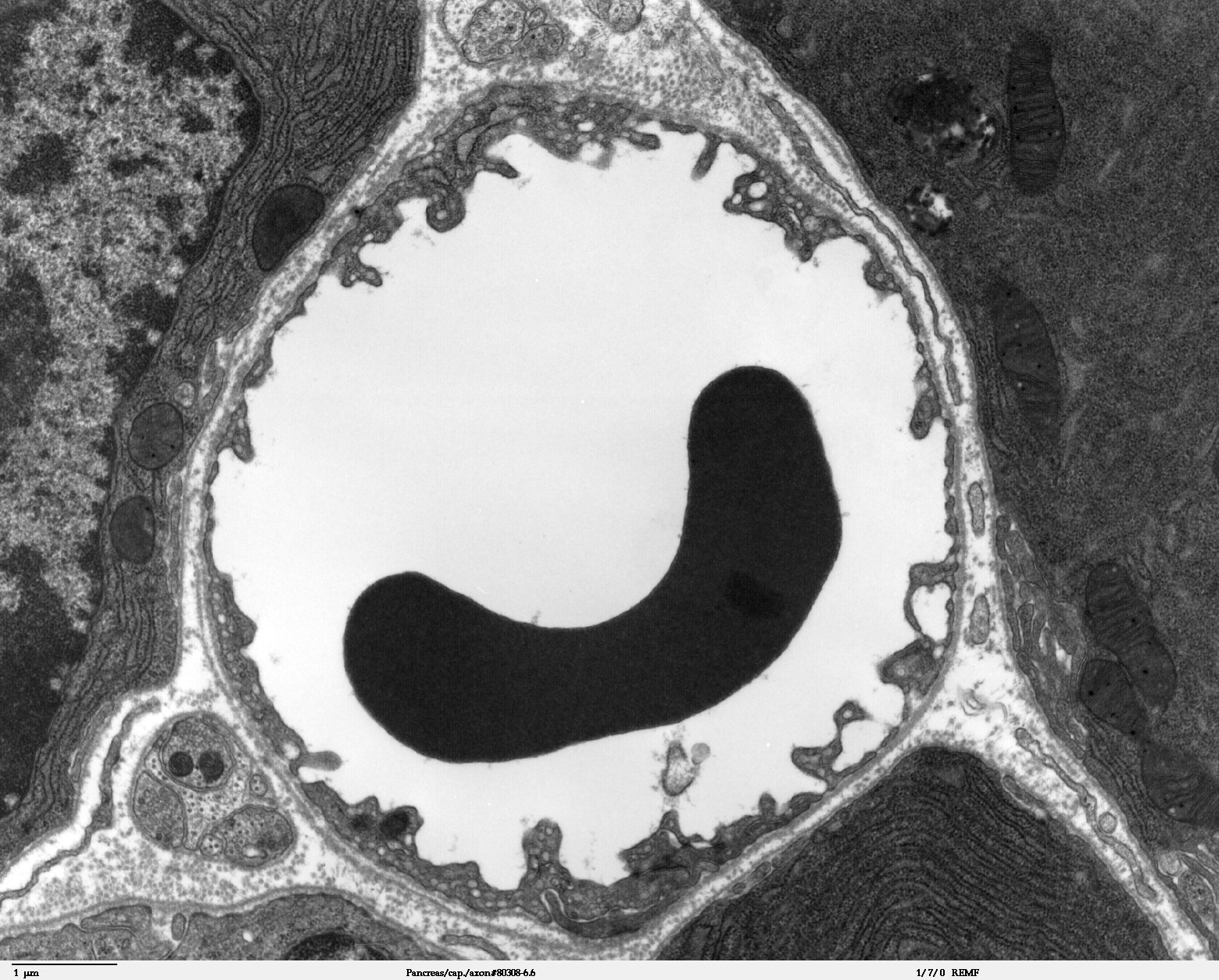
TEM-Bild einer Kapillare mit dem Durchmesser 7–8 µm; in der Mitte (schwarz) ein Erythrozyt

Kapillaren oder Haargefäße sind in der Anatomie (Histologie) von Menschen und Tieren kleinste Gefäße. Statt des dreischichtigen Wandaufbaus aus Tunica intima, T. media und T. adventitia, wie ihn größere Gefäße aufweisen, besitzen Kapillaren lediglich eine Intima mit einer Basalmembran.
Neben den Kapillaren des Blutkreislaufs werden auch die initialen Lymphgefäße als Lymphkapillaren und die feinsten Luft führenden Wege der Vogellunge als Luftkapillaren bezeichnet.

## Blutkapillaren
Blutkapillaren sind etwa 0,5 Millimeter lang und haben ein Lumen von 5 bis 10 Mikrometern. In den meisten Organen und Geweben des Körpers bilden sie ein feines Netzwerk – das Kapillarnetz (lat. Rete capillare) –, das von Arteriolen gespeist und über Venolen drainiert wird. Die Kapillardichte ist in den einzelnen Geweben unterschiedlich und entspricht etwa der mittleren Stoffwechselaktivität. Lediglich die Hornhaut, die Augenlinse, Horngebilde, hyaliner Knorpel und Epithelien sind kapillarfrei. Blutkapillaren sind nicht mit bloßem Auge sichtbar. Entdeckt wurden die bereits im 13. Jahrhundert von dem syrischen Arzt Ibn al-Quff postulierten Kapillaren erstmals 1661 von dem italienischen Anatomen Marcello Malpighi in einer Froschlunge.
Über die Kapillaren findet ein ständiger Stoffaustausch statt: Mittels Mikrozirkulation werden dem Gewebe Nährstoffe zugeführt sowie die Abfallstoffe (Stoffwechselendprodukte) abtransportiert. Die dünnen Kapillarwände sind semipermeabel (halbdurchlässig) und bestehen aus einer Schicht Endothelzellen, die einer Basallamina aufsitzen, in die zumeist Pericyten eingeschaltet sind.

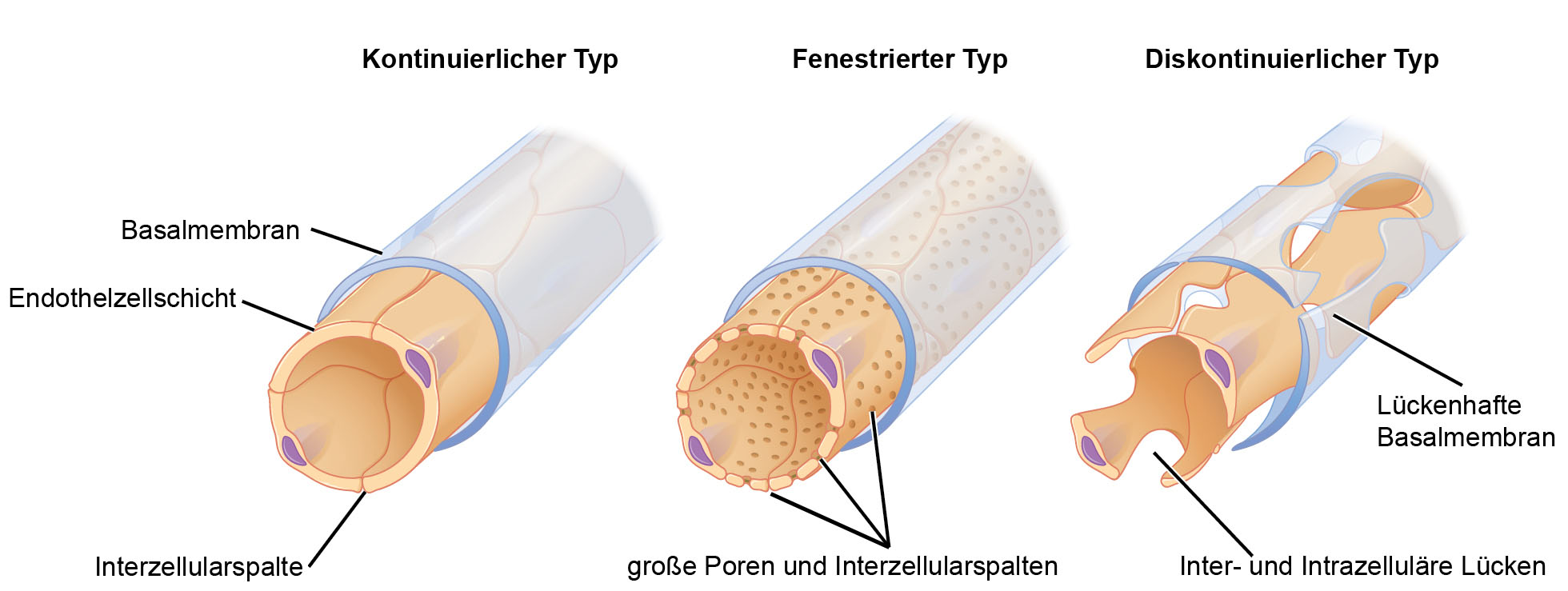
Die drei Kapillartypen des Menschen

Unterschieden werden drei Bautypen von Kapillaren:
- Kontinuierliche Kapillaren besitzen eine geschlossene Endothelschicht und erlauben daher nur den Durchtritt (Permeation) sehr kleiner Moleküle. Sie sind typisch für die Skelettmuskulatur, das Gehirn, die Netzhaut und die Lunge.[3]
- Fenestrierte Kapillaren („gefensterte Kapillaren“) haben zwischen den Endothelzellen 5 bis 12 Nanometer[4], teils bis zu 60 nm[3] kleine Poren („Fenster“), durch die kleinere Proteine hindurchtreten können. Solche fenestrierten Kapillaren finden sich in den Organen, in denen ein Stofftransport aus dem Gewebe in das Gefäßinnere stattfindet, beispielsweise in endokrinen Drüsen, im Knochenmark, im Darm, in der Bauchspeicheldrüse sowie in der Niere. Die größten Poren befinden sich in den Nierenkörperchen. Die Endothelöffnungen können durch eine ca. 4 nm dicke Membran verschlossen oder offenporig (Niere) sein.[3]

- Sinusoide (Diskontinuierliche Kapillaren) sind auf 30 bis 40 µm erweiterte Kapillaren mit gewundenem Verlauf, die ebenfalls fenestriert sind und eine fenestrierte Basallamina aufweisen.[5] Die Poren der Sinusoide sind etwa 70 bis 80 Nanometer groß[6] und erlauben die Permeation von größeren Proteinen sowie von Blutkörperchen. Sie finden sich in der Leber (→ Lebersinusoide), in der Milz, im Knochenmark, in den Lymphknoten sowie im Nebennierenmark. Neben den Lücken zwischen den Endothelzellen gibt es auch Poren in den Endothelzellen. Zudem gibt es in der Gefäßwand und der Umgebung Zellen, die zur Phagocytose befähigt sind.[5]

Eine krankhaft erhöhte Durchlässigkeit der Blutkapillaren wird als Kapillarlecksyndrom bezeichnet.
Häufig wird behauptet, die Gesamtlänge der Kapillaren eines erwachsenen Menschen betrage 100.000 km, was dem mehrfachen Erdumfang entspräche. Diese Schätzung geht auf August Krogh zurück. Tatsächlich dürfte die Gesamtlänge jedoch wesentlich geringer ausfallen und zwischen 9.000 und 19.000 km liegen.

## Lymphkapillaren
Lymphkapillaren stellen den Anfangsabschnitt des Lymphgefäßsystems des Menschen sowie von vielen Wirbeltieren dar. Sie enden blind und sind mit Ankerfilamenten zwischen den Zellen des Gewebes eingebettet. Lymphkapillaren bestehen aus einer einfachen Lage flacher Zellen und einer unvollständigen Basalmembran. Die Endothelzellen sind miteinander verbunden, weisen aber Lücken auf, durch die Gewebsflüssigkeit einfließen kann. Die Endothelzellen überlappen einander mit eichenblattartigen Ausstülpungen. Die dachziegelartig überlappenden Bereiche wirken als schwingende Zipfel als Einlassventile. Zwischen den Endothelzellen ergeben sich jene Lücken, die so groß sind, dass durch sie unter anderem sogar Zellen (z. B. Bakterien, Leukozyten), Fremdkörper oder Proteine (z. B. Albumine, Antikörper, Fibrin) in die Lymphkapillaren eindringen können. Deswegen ist deren Lumen mit 30 bis 50 Mikrometern auch deutlich größer als das der Blutkapillaren (s. o.), wodurch das Lymphsystem in der Lage ist, beispielsweise bei Verletzungen Exsudat abzutransportieren.
Die mit übergetretener Gewebsflüssigkeit – der Lymphe – gefüllten Lymphkapillaren münden in größere Lymphgefäße, die die Lymphe schließlich den Lymphknoten zuführen.

## Luftkapillaren
Luftkapillaren (Pneumocapillares) sind das Luftaustauschgewebe der Vogellunge. Zum einen bilden hier die Luftkapillaren selbst ein Netz aus Röhren, die meist untereinander kommunizieren; zum anderen ist dieses Röhrennetz von dichten Blutkapillarnetzen umgeben. Im Gegensatz zu den Lungenbläschen der Säugetiere handelt es sich bei den Pneumocapillares der Vögel nicht um ein blind endendes System, sondern um ein offenes (Röhren-)System.